# Det hvide C
Det hvide C (Polygonia c-album) er en sommerfugl i takvingefamilien. Det hvide C holder til ved eller i skove, hvor humle eller stor nælde vokser. Den kan dog sagtens træffes andre steder også, da den flyver meget omkring.

## Udbredelse
Det hvide C er vidt udbredt i Europa, i bjergene i Nordvestafrika samt gennem den tempererede del af Asien til Japan.

Arten er som regel sjælden i Danmark, men findes nogle år i større tal, især i den østlige del af landet. I det øvrige Norden er den almindelig, fx i Sveriges nåleskove.

## Udseende
Det hvide C har fået sit navn fra en meget tydelig tegning på undersiden af bagvingen, der ofte ligner bogstavet C. Resten af undersiden på vingerne fremstår i orange-brunlige farver. Det er den sommerfugl af takvingefamilien i Danmark med mest takkede vinger, specielt hannen har i nogle tilfælde næsten haler på bagvingerne. Vingefanget er 44–50 mm. Hunnen er lidt større end hannen.
Klik her for video af Det hvide C Arkiveret 28. juli 2014 hos  Wayback Machine

## Livscyklus
Sommerfuglen overvintrer som voksen i f.eks. hule træer. De vågner omkring marts-april. Æggene klækker efter 1-3 uger. Alt efter temperaturen tager larvestadiet mellem 15 og 40 dage. Herefter forpupper larven sig og puppen klækkes efter et par uger.

## Foderplanter
Larven lever på Humle og Stor Nælde.

## Galleri
| Galleri med danske arter i Takvingefamilien |
| --- |
| Egentlige takvinger ↓ - Perlemorsommerfugle ↓ Randøjer ↓ - Monark - Leptidea sinapis - Iris - Apatura iris - Poppelsommerfugl - Limenitis populi - Hvid admiral - Limenitis camilla Egentlige takvinger - Kirsebærtakvinge - Nymphalis polychloros - Østlig takvinge - Nymphalis xanthomelas - Det hvide L - Nymphalis vaualbum - Sørgekåbe - Nymphalis antiopa - Dagpåfugleøje - Aglais io - Admiral - Vanessa atalanta - Tidselsommerfugl - Vanessa cardui - Nældens takvinge - Aglais urticae - Det hvide C - Polygonia c-album - Nældesommerfugl - Araschnia levana Pletvinger - Okkergul pletvinge Melitaea cinxia - Mørk pletvinge Melitaea diamina - Brun pletvinge Mellicta athalia - Askepletvinge Euphydryas maturna - Hedepletvinge Euphydryas aurinia Perlemorsommerfugle - Kejserkåbe Argynnis paphia - Østlig perlemorsommerfugl - Argynnis laodice - Markperlemorsommerfugl Argynnis aglaja - Skovperlemorsommerfugl Argynnis adippe - Klitperlemorsommerfugl - Argynnis niobe - Storplettet perlemorsommerfugl Issoria lathonia - Engperlemorsommerfugl Brenthis ino - Moseperlemorsommerfugl Boloria aquilonaris - Brunlig perlemorsommerfugl Boloria selene - Rødlig perlemorsommerfugl Boloria euphrosyne - Violet perlemorsommerfugl Clossiana dia Randøjer - Galathea Melanargia galathea - Sandrandøje Hipparchia semele - Skovbjergrandøje Erebia ligea - Græsrandøje Maniola jurtina - Engrandøje Aphantopus hyperanthus - Buskrandøje Pyronia tithonus - Moserandøje Coenonympha tullia - Okkergul randøje Coenonympha pamphilus - Perlemorrandøje Coenonympha arcania - Herorandøje Coenonympha hero - Skovrandøje Pararge aegeria - Vejrandøje Lasiommata megera - Skovvejrandøje Lasiommata maera - Bjergvejrandøje Lasiommata petropolitana |